# 다가와정
다가와정(田河町)은 나가사키현 이키군에 설치된 정이다. 